# 偷破天際線
《偷破天際線》（英語：Lift）是2024年Netflix原創美國竊盜喜劇電影，由F·加里·格雷執導、麥特·李維斯監製、丹尼爾·昆卡（Daniel Kunka）編劇。主演包括凯文·哈特（兼監製）、古古·玛芭塔-劳、文森特·諾費奥、烏蘇拉·可貝蘿、比利·馬格努森、雅各布·貝塔隆、尚·雷諾和山姆·沃辛頓。
電影於2024年1月12日發行。

## 演員及角色
- 凯文·哈特飾演賽勒斯（Cyrus）
- 古古·玛芭塔-劳飾演艾比（Abby）
- 文森特·諾費奥飾演丹頓（Denton）
- 烏蘇拉·可貝蘿飾演卡蜜拉（Camila）
- 比利·馬格努森飾演馬格努斯（Magnus）
- 韋維克·卡爾拉（英语：Viveik Kalra）飾演路克（Luke）
- 金允智飾演美善（Mi-Sun）
- 雅各布·貝塔隆飾演N8
- 尚·雷諾飾演喬根森（Jorgenson）
- 山姆·沃辛頓飾演赫斯黎（Huxley）
- 保羅·安德森飾演唐納（Donal）
- 伯恩·戈曼飾演科馬克（Cormac）

## 製作
2021年3月，丹尼爾·昆卡（Daniel Kunka）的劇本《偷破天際線》被Netflix收購，並交給賽門·金柏格的Genre Pictures公司和麥特·李維斯的6th & Idaho公司製作。同年9月，宣布本電影將由《玩命關頭8》、《偷天換日》的導演F·加里·格雷執導，並由凯文·哈特擔任主演兼製作人。
主體拍攝於2022年2月至5月進行，劇組遠赴義大利和北愛爾蘭取景。2022年3月，部分場景在北愛爾蘭貝爾法斯特的貝爾法斯特港工作室進行拍攝；同年5月，在義大利的里雅斯德的米拉馬雷城堡拍攝。

## 發行
《偷破天際線》原定於2023年8月25日上線，但美國演員工會罷工事件影響了所有美國影視圈，使本電影延後至2024年1月12日上映。

## 外部連結
- 在Netflix上觀看《偷破天際線》
- 互联网电影数据库（IMDb）上《偷破天際線》的资料（英文）
- 爛番茄上《偷破天際線》的資料（英文）
- Metacritic上《偷破天際線》的資料（英文）
- 豆瓣电影上《偷破天際線》的資料 （简体中文）